# Hilmar Stigum

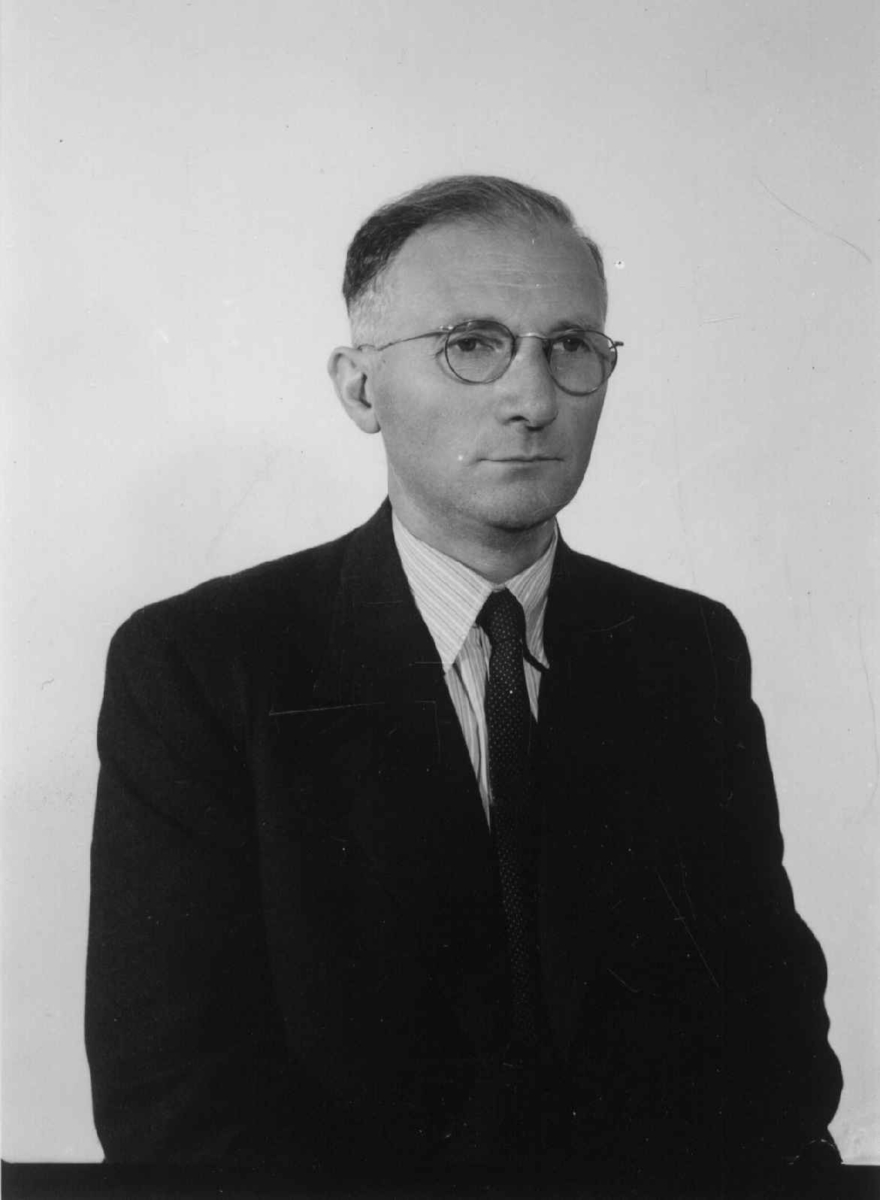
Hilmar Stigum.

Hilmar Eliseus Stigum, född den 7 augusti 1897 i Meløy, Nordland, död den 12 september 1976 i Oslo, var en norsk etnolog.
Stigum var konservator vid Norsk Folkemuseum från 1928 till 1967, professor II vid Historisk-filosofiska fakulteten vid Universitetet i Oslo från 1961, där han undervisade i ämnet folklivsforskning, i nära samarbete med professor Knut Kolsrud. Han undervisade där till 1971. 
Stigums bidrag till bokverket Norsk kulturhistorie (1938-39) och nyutgivningen av Vår gamle bondekultur (1951-52) är standardverk inom facklitteraturen om detta tema. Folkloristen Kristofer Visted hade ensam författat och utgivit första upplagan av Vår gamle bondekultur. Hilmar Stigum utvidgade och omarbetade bokverket, som både fick spridning bland allmänheten och blev kurslitteratur på universitetet. Stigums bidrag till Det norske håndverks historie (1936) är också ett standardverk.